# Оливье (лунный кратер)
Кратер Оливье (лат. Olivier) — большой древний ударный кратер в северном полушарии обратной стороны Луны. Название присвоено в честь американского астронома Чарльза Оливье (1884—1975) и утверждено Международным астрономическим союзом в 1979 г. Образование кратера относится к нектарскому периоду.

## Описание кратера

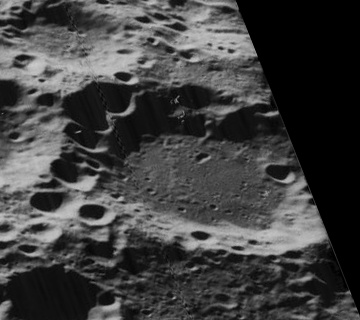
Снимок зонда Lunar Orbiter - V.

Ближайшими соседями кратера являются кратер Яблочков на северо-западе; кратер Гамов на севере-северо-востоке; кратер Штермер на востоке-северо-востоке и кратер Вольтерра на юго-западе. Селенографические координаты центра кратера 58°43′ с. ш. 138°26′ в. д. / 58,72° с. ш. 138,44° в. д., диаметр 78,5 км, глубина 2,8 км.
Кратер Оливье имеет близкую к циркулярной форму и значительно разрушен. К южной части кратера примыкает сателлитный кратер Оливье N. Вал сглажен, южная и западная часть вала практически на всем протяжении перекрыта кратерами различного размера. Высота вала над окружающей местностью достигает 1280 м, объем кратера составляет приблизительно 4200 км³. Дно чаши относительно ровное, испещрено множеством мелких кратеров, в северной части чаши расположен приметный чашеобразный кратер. 

## Сателлитные кратеры
| Оливье | Координаты                                              | Диаметр, км |
| ------ | ------------------------------------------------------- | ----------- |
| N      | 56°38′ с. ш. 137°05′ в. д. / 56,63° с. ш. 137,08° в. д. | 60,8        |
| Y      | 61°49′ с. ш. 135°48′ в. д. / 61,82° с. ш. 135,8° в. д.  | 42,5        |

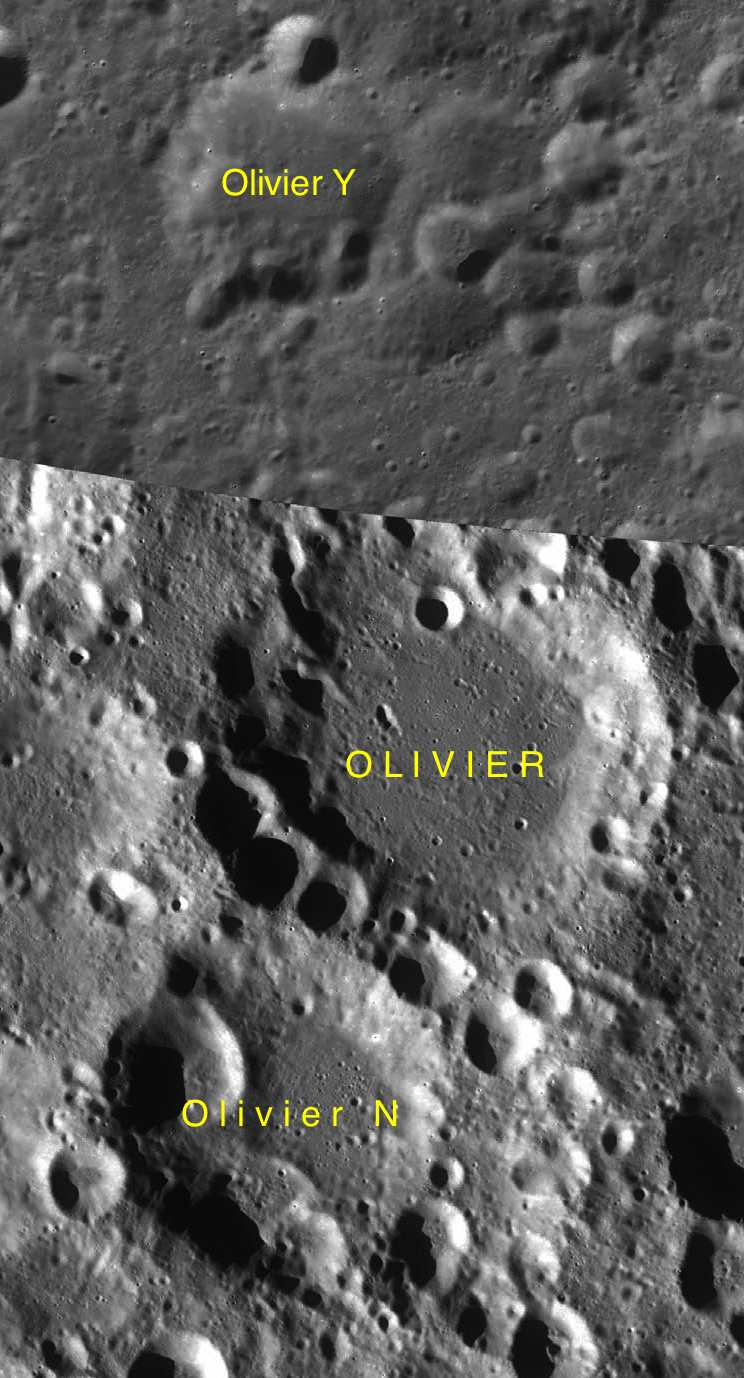
Фрагмент карты LAC-17.

- Образование сателлитного кратера Оливье N относится к донектарскому периоду[1].